# Union, Quận Vernon, Wisconsin
Union là một thị trấn thuộc quận Vernon, tiểu bang Wisconsin, Hoa Kỳ. Năm 2010, dân số của thị trấn này là 684 người.